# Alopecurus turczaninovii
Alopecurus turczaninovii är en gräsart som beskrevs av O.D.Nikif. Alopecurus turczaninovii ingår i släktet kavlen, och familjen gräs. Inga underarter finns listade i Catalogue of Life.